# Barsura
Barsura is een geslacht van vlinders uit de familie van de spinneruilen (Erebidae).

## Soorten
- Barsura clandestina Volynkin, Dubatolov & Kishida, 2017[1]
- Barsura contrastata Volynkin, Dubatolov & Kishida, 2017[1]
- Barsura lineata (Fang, 1993)
  - = Asura lineata Fang, 1993
  - = Asura disnubifascia Fang, 2000
- Barsura melanoleuca (Hampson, 1894)
  - = Miltochrista melanoleuca Hampson, 1894
- Barsura nubifascia (Walker, [1865])
  - = Barsine nubifascia Walker, [1865]
  - = Barsine punctifascia Walker, 1869
- Barsura obscura Volynkin, Dubatolov & Kishida, 2017[1]
- Barsura simplicifascia (Elwes, 1890)
  - = Lyclene simplicifascia Elwes, 1890[2]
- Barsura umbrifera (Hampson, 1900)
  - = Asura umbrifera Hampson, 1900[3]